# Louis-Charles Foucher
Louis-Charles Foucher, né le 13 septembre 1760 à Rivière-des-Prairies et mort le 26 décembre 1829 à Montréal, est solliciteur général pour le Bas-Canada et il a est élu au Deuxième législature du Bas-Canada pour l'ouest de Montréal, et par la suite de York et Trois-Rivières. Son dernier poste occupé était comme juge de la Cour du Banc du Roi à Montréal. Sa maison Le Piémont à partir de 1820, a été une des premières successions du Mille carré doré.

### Jeunesse et études
Né en 1760, à Rivière-des-Prairies, il était le fils d'Antoine Foucher (1717-1801) et de sa première femme Marie-Joachim Chénier (1723-1786), fille de Jean-Baptiste Chénier (1684-1760), de Lachine. Le père d'Antoine Foucher était venu en Nouvelle-France comme un jeune homme mais avait retourné à Bourges en France, où Louis-Charles est né, avant qu'il vienne à Montréal en 1739. À l'origine, il était un bélanger, Antoine Foucher a connu une carrière réussie comme un notaire à Terrebonne, mais il est mieux connu en tant que propriétaire du premier théâtre francophone où il mit en scène la première production de Molière en 1774 (avec la participation d'officiers anglais à son domicile à Montréal), à laquelle il a consacré sa petite fortune,,. La famille de la mère de Louis-Charles avait vécu en Nouvelle-France depuis au moins 1651.
De 1773 à 1780, Louis-Charles Foucher a étudié au Collège Saint-Raphaël. Foucher se qualifia pour pratiquer la profession de notaire en 1784 et a été admis au Barreau de Montréal en 1789, et a établi son propre cabinet juridique avec Joseph Bédard.

### Politique
Seulement six ans plus tard, en 1795, Foucher a été nommé Solliciteur général pour le Bas-Canada. L'année suivante, en 1796, il a été élu à la Deuxième législature du Bas-Canada dans l'Assemblée législative du Bas-Canada pour Montréal Ouest; il avait également chercher à se faire élire sans succès à Effingham County. En 1800, il a été défait à nouveau à Effingham mais élu dans le comté de York. Il a été élu à Trois-Rivières en 1804.

### Juge

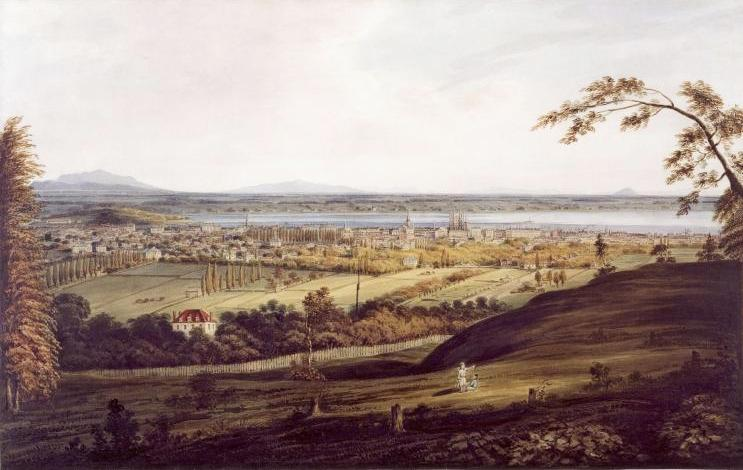
Le Piémont (maison au toit rouge) était la résidence de Foucher de 1820 à 1829.

En 1803, Foucher a été nommé juge à la cour provinciale pour le district de Trois-Rivières et, en 1812, il a été nommé à la Cour du banc du Roi à Montréal. À partir de 1780, il faisait partie de Les Lumières de Fleury Mesplet.